# Amerika (Lied)
Amerika ist ein Lied der deutschen Neue-Deutsche-Härte-Band Rammstein aus ihrem vierten Studioalbum Reise, Reise. Der Song wurde als zweite Single des Albums am 6. September 2004 in Deutschland, Österreich und in der Schweiz veröffentlicht. Produziert wurde das Lied von Jacob Hellner und von Rammstein selbst, unter dem Label Motor Music. Amerika erschien ebenfalls im Best-of-Album Made in Germany 1995–2011.

## Hintergrund

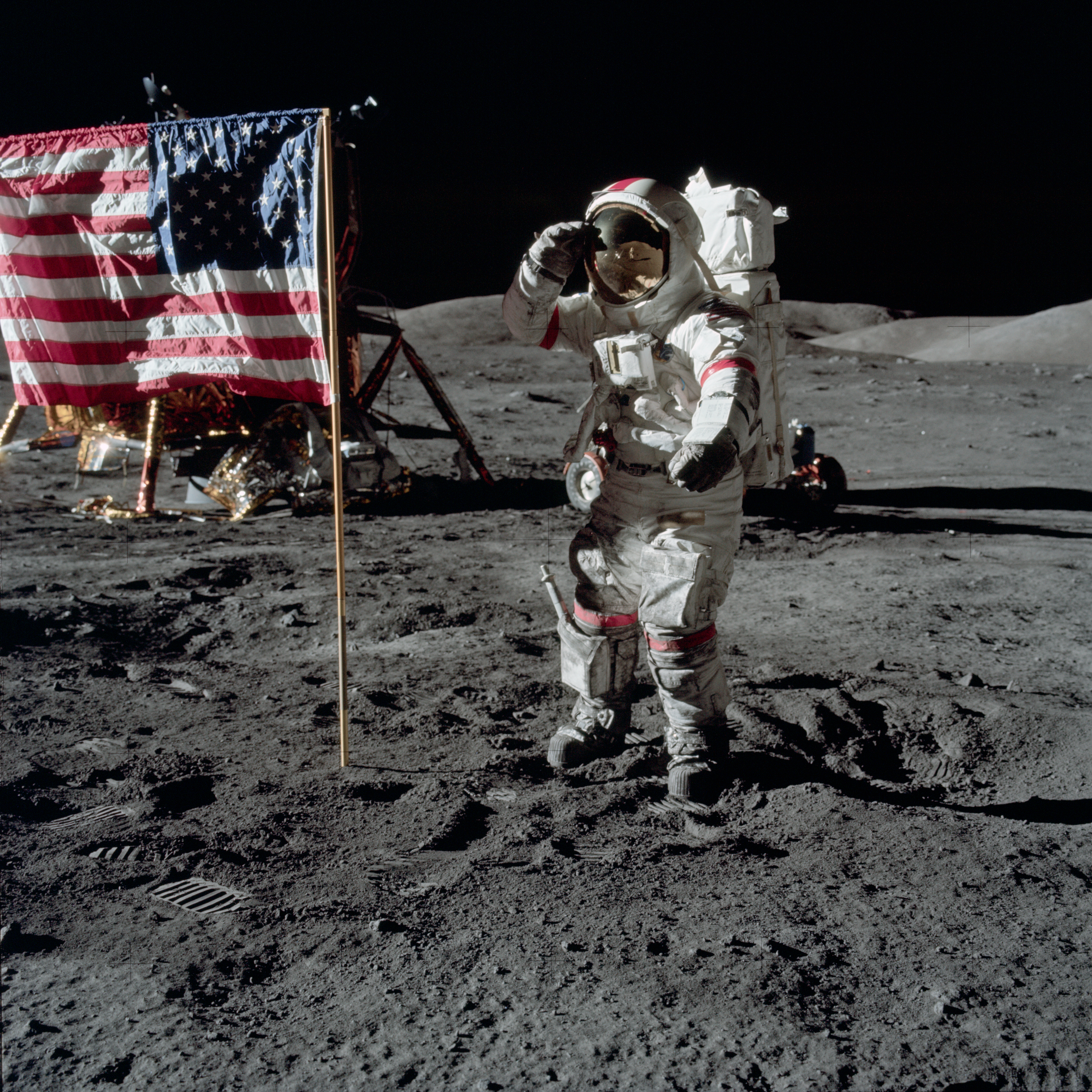
Szenen wie diese dienten dem Musikvideo als Vorlage für die Mondszenen

Der Refrain des Liedes stammt von einem Lied der Band The Sounds mit dem Titel Living in America. Amerika wurde 2003 in den Nectar Studios in Mexiko-Stadt und dem El Cortijo Studio in Málaga aufgenommen. Amerika kritisiert in satirischer Form den Amerikanisierungsprozess und wirft den USA Kulturimperialismus und die „kulturelle Arroganz“ vor. Die beiden Strophen werden auf Deutsch gesungen, der Refrain meist auf Englisch („We’re all living in Amerika, Amerika ist wunderbar, We’re all living in Amerika, Amerika, Amerika.“) Erwähnt werden Wonderbra, Coca-Cola und Micky Maus. Letztere „steht“ laut dem Songtext vor Paris, eine Anspielung auf das Euro Disney. Die Zeile „this is not a love song“ aus der Bridge ist eine Anleihe aus dem gleichnamigen, ebenfalls amerikakritischen Song von Public Image Ltd. aus dem Jahre 1983.
Der Liedtext hatte Rammstein-Bassist Oliver Riedel zufolge auch innerhalb der Band zunächst zu Diskussionen geführt, da die Musiker in ihren Stücken bis dato komplett auf politische Statements verzichtet hatten. Das Lied sei aber nach dem 11. September 2001 während der Zeit des Irakkriegs entstanden, in dessen Zusammenhang die Bandmitglieder das weltpolitisch fordernde Gebaren der USA als problematisch empfanden. Um einen erhobenen Zeigefinger zu vermeiden, habe man sich entschlossen, den Text ironisch zu halten.

## Musikvideo
Das Video zeigt die Band in Raumanzügen auf dem Mond. Am Ende des Videos wird jedoch gezeigt, dass sich die Band in einem Filmstudio befindet, eine Anspielung auf Verschwörungstheorien, die Amerikaner seien niemals auf dem Mond gewesen. Man sieht einen Inder, der sich eine Lucky Strike anzündet, oder junge buddhistische Mönche, die Hamburger essen. Es wurde ab dem 6. August 2004 in den Ruinen des früheren  VEB Chemiewerks Coswig in Rüdersdorf bei Berlin unter der Regie von Joern Heitmann innerhalb von zwei Tagen abgedreht. Die Dreharbeiten fanden jeweils von 17 Uhr bis 5 Uhr morgens statt. 240 Tonnen Aschesand wurden verwendet, um das Set in eine mondähnliche Landschaft zu verwandeln. Die Raumanzüge für die Mondszenen waren Leihgaben aus Hollywood. Um die geringere Schwerkraft auf dem Mond darstellen zu können, wurden die Filmaufnahme und das Playback mit doppelter Geschwindigkeit realisiert. Die Premiere des Videos war am 20. August 2004.

## Rezeption

### Rezensionen
Die Seite darkweb.de schrieb: „In musikalischer Hinsicht ist Amerika typisch Rammstein und könnte auch auf dem letzten Album Mutter so enthalten sein. Aber in textlicher Hinsicht ist ein deutlicher Fortschritt zu erkennen: Amerika ist geprägt von Ironie, eine bitterböse „Hommage“ an die USA, ohne jedoch in platten Antiamerikanismus zu verfallen.“

### Chartplatzierungen
| ChartsChartplatzierungen     | Höchstplatzierung | Wochen |
| ---------------------------- | ----------------- | ------ |
| Deutschland (GfK)            | 2 (13 Wo.)        | 13     |
| Österreich (Ö3)              | 3 (21 Wo.)        | 21     |
| Schweiz (IFPI)               | 5 (13 Wo.)        | 13     |
| Vereinigtes Königreich (OCC) | 38 (2 Wo.)        | 2      |

| ChartsJahrescharts (2004) | Platzierung |
| ------------------------- | ----------- |
| Deutschland (GfK)         | 31          |
| Österreich (Ö3)           | 54          |
| Schweiz (IFPI)            | 86          |

### Auszeichnungen für Musikverkäufe
Für mehr als 150.000 verkaufte Einheiten in Deutschland erhielt Amerika im Jahr 2018 eine Goldene Schallplatte.
| Land/Region        | Auszeichnungen für Musikverkäufe (Land/Region, Auszeichnung, Verkäufe) | Verkäufe |
| ------------------ | ---------------------------------------------------------------------- | -------- |
| Dänemark (IFPI)    | Gold                                                                   | 45.000   |
| Deutschland (BVMI) | Gold                                                                   | 150.000  |
| Insgesamt          | 2× Gold ·                                                              | 195.000  |

Hauptartikel: Rammstein/Auszeichnungen für Musikverkäufe